# 包尔绍
鲍尔绍（匈牙利語：Balsa），是匈牙利索博尔奇-索特马尔-拜赖格州所辖的一个村。总面积22.51平方公里，总人口841，人口密度37.4人/平方公里（2011年1月1日）。